# سرکه

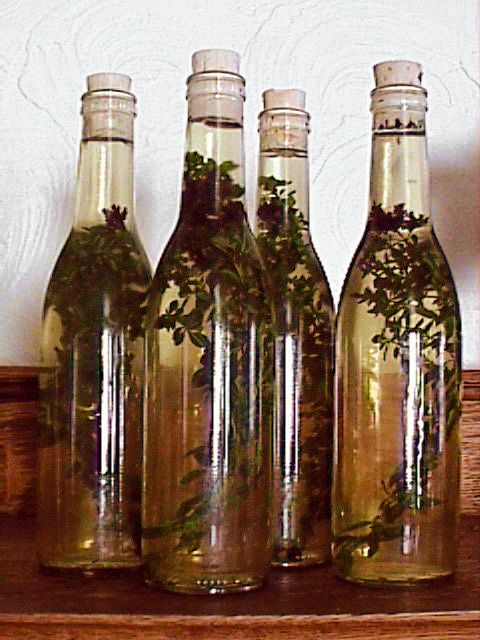
سرکه توانایی جلوگیری از فساد گیاهان را دارد

سِرکه یک محلول آبی از اسید استیک و مواد شیمیایی دیگری است که می‌تواند، شامل طعم دهنده‌ها باشد. معمولاً ۵ تا ۲۰ درصد از حجم سرکه‌ها، اسید استیک می‌باشد. معمولاً اسید استیک با تخمیر اتانول یا تخمیر قند توسط باکتریهای اسید استیک تولید می‌شود. سرکه‌های طبیعی، اسید تاتاریک و جوهر لیموی کمتری دارند.
سرکه معمولی افزون برداشتن آنتی‌بیوتیکهای طبیعی، پس از تخمیر دارای اسید آمینههای بیولوژیک می‌شود، در صورتی که در سرکه مصنوعی این ماده مهم وجود ندارد.
سرکه طبیعی ناظم متابولیسم بدن می‌باشد، چون ترشح بزاق را زیاد می‌کند، ترشح بزاق از نظر علم بیوشیمی، دارای مقدار زیادی مواد پروتئینی (آلبومین) است که غذا را بهتر حل و هضم می‌کند. همچنین اختلاط سرکه با بزاق دهان، از دندانها در برابر فساد حفظ می‌کند.
سرکه محرک بدن است و برای پاره‌ای از داروها، مانند آتروپینف ضدتریاک محسوب می‌شود. مدت‌ها پیش سرکه را عامل سرطان زا می‌دانستند، ولی هم‌اکنون تا اندازه‌ای آن را عامل مبارزه با مواد تولیدکننده سرطان (کانسروژن) به حساب می‌آورند.مصرف منظم سرکه به ویژه سرکه سیب ممکن است راهکار مؤثری برای بهبود خلق و خو و کاهش علائم افسردگی باشد.
در رژیم نمک (زیان نمک و نخوردن آن) خوردن سرکه مناسب است، چون سرکه نمک موجود در میوه‌ها را تحریک و زیاد نموده و از راه عرق کردن بدن خارج می‌نماید. در رژیم گوشت نیز همین گونه عمل می‌نماید، و تنها برای مبتلایان به بیماری کبد مناسب نیست. سرکه برای جلوگیری از چاقی و لاغری و همچنین در رژیم ضد دیابت بسیار سودمند است.
هم چنین مردمان ایران آن را برای ساخت ترشی استفاده می‌کنند

## تولید سرکه
در دو روش سریع و آهسته انجام می‌شود. در روش آهسته طی چندین ماه وطی عملکرد استیک اسید باکتری‌ها اتانول به استیک اسید اکسید می‌شود. در روش سریع با اضافه نمودن بچ سرکه (محیط کشت حاوی باکتری استیک اسید باکتری معروف به کشت مادر) به محیط تخمیر، سرکه تهیه می‌کنند. عمل اکسید شدن را باکتری استوباکتر انجام می‌دهد. این باکتری در سال ۱۸۶۴ م. توسط لوئی پاستور کشف شد.
برای طعم و مزه دادن به انواع غذاها از سرکه به عنوان نوعی چاشنی استفاده می‌کنند. در تهیه انواع ترشی هم این ماده بسیار کاربرد دارد.
یکی از تولیدات بسیار خوبی که می‌توان از سرکه داشت تولید سرکه انگور هست که فواید و موارد استفاده بی شماری دارد.

## گونه‌های سرکه

### سرکه مالت
این نوع سرکه را با مالت کردن جو درست می‌کنند. در فرایند مالت کردن، نشاسته موجود در دانه جو به قند تبدیل می‌شود. سپس از این قند، آب جو پدید می‌آید که با گذشت زمان این ماده تبدیل به سرکه می‌شود. روشی دیگر، استفاده از محلول ۴–۸ درصدی اسید استیک است که با استفاده از کارامل، آن را رنگی کرده‌اند.
در کشورهای غربی معمولاً از سرکه مالت همراه با غذای ماهی و سیب زمینی سرخ کرده استفاده می‌کنند.

### سرکه سفید
تقریباً از هر ماده غذایی که حاوی قندهای طبیعی باشد می‌توان سرکه درست کرد. مخمرها این قندها را به الکل تخمیر کرده و انواع خاصی از باکتری‌ها آن الکل را به سرکه تبدیل می‌کنند. پس از تخمیر دوم، یک اسید استیک ضعیف باقی می‌ماند. این اسید طعم ماده اصلی تخمیر شده، مانند سیب یا انگور را می‌دهد. اسید استیک چیزی است که به سرکه مزه خاص و منحصر به فرد خود را می‌دهد.
اسید استیک خالص را می‌توان در آزمایشگاه ساخت. متأسفانه در بسیاری از کارخانه‌های تولید سرکه انگوری به عنوان ماده اولیه وارد نمی‌شود و اسید استیک را با آب رقیق کرده و آن را به عنوان سرکه سفید می‌فروشند. با این حال، اسید استیک‌های ایجاد شده در آزمایشگاه‌ها فاقد طعم خاص موجود در سرکه‌های واقعی هستند و انواع سنتز شده، به پای سرکه‌هایی که به‌طور طبیعی از میوه‌های تابستانی حاوی شکر تخمیر می‌شوند نمی‌رسند و از لحاظ خواص مفید به خوبی آن‌ها نیستند.
سرکه برای از بین بردن بوی بد بدن نیز استفاده می‌شود.

### سرکه شیر
مشتقات شیر تابع یک سلسله تخمیراتی است که از انجام آن‌ها سرکه شیر به‌دست می‌آید، و دارای اسید لاکتیک و اسید استیک و مواد حیاتی مثل فسفات و ویتامین ب 1 (B1) می‌باشد. در یک لیتر شیر مقدار ۲۸۰ میلی‌گرم از این مواد وجود دارد و مقدار ویتامین ب2 (B2) آن ۶۰ میلی‌گرم که در یک لیتر شیر هم در واقع همین مقدار از این مواد وجود دارد. این سرکه که با تخمیر بیولوژیک (طبیعی و حیاتی) به‌وجود می‌آید، دارای طعم و عطری مانند سایر سرکه‌های بیولوژیک است. این نوع سرکه ضد میکروب است، و به خصوص برای بیمارانی که اختلال معده و روده دارند و قادر به استفاده از سرکه‌های معمولی نیستند مجاز است؛ زیرا ترشی آن به حالت طبیعی است و مثل سرکه‌های دیگر زیاد قوی و ترش نمی‌باشد.

### سرکه سیب
سیب در صورت تخمیر تبدیل به سرکه می‌شود و چون قبلاً کاملاً برای اینکار له شده‌است خواص غذایی خود را به هیچ وجه از دست نمی‌دهد و فقط قند آن تبدیل به اسید یعنی سرکه می‌شود که در این سرکه مواد معدنی مثل پتاسیم، کلر، سدیم، منیزیم، آهک، گوگرد، آهن، فلوئور، سیلیسیوم و غیره وجود دارد.

#### خاصیت‌های سرکه سیب
کمبود یا عدم وجود پتاسیم در انسان و حیوان و نبات رشد را متوقف می‌سازد.
اهمیت پتاسیم برای نسوج نرم همانطوری‌که اهمیت کلسیم برای استخوان‌ها لازم است اثبات شده‌است. پتاسیم از تصلب شرایین که خطرات زیادی برای انسان دارد تا اندازه‌ای جلوگیری می‌کند. به علاوه با خوردن سرکه سیب آدم می‌تواند به نحو بهتری با میکروبهای مختلف مبارزه کند و به آن‌ها مبارزه کند.
بخور سرکه به گونه‌ای که اگر بر آجر داغ یا سنگ داغ بریزد و بر بینی کشند، بسیار مفید است. یا می‌توان سنگ داغی را بداخل ظرف سرکه فرو برد و بخار آن را تنفس نمود.
برای درمان دیفتری و آنژین غرغره سرکه نافع است.
برای درمان گلودرد و ورم گلو، یک‌وزن سرکه، دو برابر آب و قدری شکر را در ظرفی از سنگ یا بلور یا چینی و مشابه اینها که دردار باشند ریخته و در آن را می‌بندید و روزنه‌های آن را با خمیر آرد ماش محکم کنید، پس از اینکه آن را به جوش آوردید، سوراخ ریزی از کنار در ظرف باز کنید و بخار آن را به حلق و گلو دهید. هر سه ساعت یکبار این کار باید انجام گردد.
برای درمان حلقه کبودی دور چشم و خون مردگی زیر پوست، ضماد ترکیبی از سرکه و عسل بسیار مفید است.
چکاندن سرکه در گوش چرک، عفونت، درد گوش و کثیفی‌های آن را از بین می‌برد.
برای درمان سنگینی یا باد و صدا در گوش، تهیه بخور سرکه و رساندن بخار آن در گوش می‌باشد.
برای درمان لق شدن دندان، خوردن مخلوط پخته شده شوید و سرکه و همچنین مالیدن آن‌ها بر دندان مفید است و درد دندان را نیز برطرف می‌سازد.
برای ایجاد قی و استفراغ در مواردی مانند مسموم شدن یا مواردی که احتیاج به استفراغ کردن باشد، سرکه گرم کرده باید خورده شود. برای سم داروهای سمی و بسته شدن خون یا شیر در معده، خوردن مخلوطی از سرکه و نمک خوب است. برای درمان مسمومیت از قارچها، ابتدا از داروهای ملین استفاده می‌نمایید و سپس مخلوطی از سرکه و نمک حل شده استفاده می‌نمایید.
برای درمان زخمهای چرکه پوست، و نیز جلوگیری از افزایش زخمهای چرکی و حتی سفلیس و لکهای سیاه‌پوستی و صورت و جوشهای آبدار خارش دار، ضماد سرکه مفید است.
برای درمان کپه ارمنی یا سالک یا زخمی که یکسال طول می‌کشد، ضماد ترکیبی از سرکه و اسپرزه بذر قلوه شکم پاره مرتباً بمالند، مفید است.
برای درمان گوش گلو یا گلودرد ورم بغل گوش، سرکه را با اسفند کوبیده مخلوط کنند و بمالند.
برای درمان درد سرهای مزمن، سرکه را در داخل ظرف آهنی ریخته و روی آتش بجوشانند، یا سنگ داغی را به داخل سرکه فرو برند و روی سر بیمار پتویی انداخته و بخار حاصله را استنشاق می‌نماید. این بخور حتی ناراحتیهای سینه، مثل سرفه و سینه درد را برطرف می‌نماید، برای مبتلایان به بواسیر نیز مفید است.
برای تسکین درد دندان و جراحات لثه و درد گوش، ضماد ترکیبی از مرزه و زیره پخته شده در سرکه و مخلوط با بابونه بسیار مفید ست، و درد گوش، صدای گوش و سنگینی آن را نیز با چکاندن این مایع در آن برطرف می‌شود. بوئیدن این مایع گیر گلو و دماغ را باز می‌کند.
برای درمان سرسام، و هذیان گویی، ترکیبی از سرکه و گلاب و روغن بادام به بیمار دهند، بسیار مؤثر و درمان‌کننده است.
در درمان بدبویی دهان مربوط به معده، هرگاه در حدود ۷۵ گرم عنصل یا پیاز دشتی را خشک کرده و ورقه ورقه نموده و در سرکه بجوشانید به‌طوری‌که کاملاً له شود، سپس آن را به مدت یک هفته در آفتاب گذاشته و بعد آن را صاف می‌نمایید. هر روز صبح ناشتا ۵ گرم از آن را بنوشید بوی بد دهان مربوط به معده از بین خواهد رفت. باید یادآوری نمود که مقدار خوراک سرکه مجاز برای هر نفر در هر وعده حداکثر ۳۵ گرم می‌باشد.

#### مضرات سرکه سیب
مبتلایان به آلبومین آوری، تصلب شرایین، اختلال معده، اسهال، تورم روده، سنگ صفرا، ورم کلیه، زنان باردار باید اعتدال را رعایت کنند. سرکه مضر پیران و مزاجهای خشک و سودائی و سرد و نقصان دهنده قوه باء، و مضر کسانی که تازه مبتلا به سرفه به خصوص سرفه‌های خشک شده‌اند. مضر اعصاب اشخاص عصبانی، مضر خانمهایی که از نظر رحم مشکل دارند. مضر اشخاص سرد مزاج و کسانی که مبتلا به انواع بادها یا نقاهتهای مفاصل و غیره هستند خوردن سرکه به‌طور مداوم باعث استسقاء در اشخاص صاحب معده‌های ضعیف، ریه‌های ضعیف، مضر نور چشم، و باز هم در صورت مداومت زردی رخسار، زخم روده، لاغری و خنثی‌کننده اثرات زیان بخش آن، شیرینی، روغن [بادام]، ادویه جات ضعیف (نه زیاد تند) مثل دارچین و در اشخاص مبتلا به ضعف اعصاب عسل و ادویه تند، و در مورد اشخاص مبتلا به زخم روده، خوراکیهای لعابدار مثل لعاب به دانه،.....

### سرکه انگور
مایعی است مقوی، تقریباً سرد و خشک و جمع‌کننده و زود اثرکننده و تأثیر دهنده قوه و اثر ادویه، قطع و برطرف کننده اخلاط غلیظ و موافق معده‌های ملتهب و بلغمی و سوزاننده بلغم، قطع و برطرف‌کننده صفرا و پاک‌کننده معده و طحال. هرگاه صبح ناشتا میل شود، کشنده قوی کرم معده است. خوردن سرکه گرم و عسل، برطرف‌کننده تنگی نفس می‌باشد.

#### خواص داروئی سرکه انگور
خوردن سرکه پس از بعضی داروها مثل داروی ضد کرم و دفع انجماد خون و شیره معده بسیار خوب و اثر آن‌ها را قویتر و کاملتر می‌کند.
مکیدن و نوشیدن جرعه جرعه‌های کوچک از سرکه بسیار مؤثر و نافع است، و برطرف‌کننده سرفه‌های کهنه رطوبتی و غرغره آن مانع نفوذ چرک و ناراحتیهای گلو و در دهان نگهداشتن آن دفع‌کننده دندان درد و مزه مزه کردن مخلوط سرکه و نمک، قطع‌کننده خون لثه‌ها و بن دندان به خصوص دندانی که تازه کشیده باشند. مزه مزه کردن سرکه با زاج سفید جهت درمان سستی لثه و خون‌ریزی آن است، و همچنین مزمزه کردن سرکه مخلوط با نمک نیز این خاصیت را داراست.
ضماد سرکه، جلوگیری‌کننده از توسعه زخمهای مزمن، بادسرخ، زخمهایی که کم‌کم گوشت را از بین می‌برد، و جوشهای خارش دار و هر نوع خارش پوستی، و جوشهای زخم شده و بواسیر، و عقربک و گوشه کردن انگشت، و ورمهای ظاهری و باطنی، و مانع ورم جراات تازه، و درد سر گرم، و گزیدن حشرات سمی، و دفع‌کننده زیان کلی سوختگی از آتش، ضدعفونی‌کننده اطراف زخم که به قسمت‌های دیگر در صورت چرکی بودن سرایت نکند. هرگاه سرکه را به محلی که جراحت برداشته و در حال خون‌ریزی است ضماد کنند، قطع خون‌ریزی خواهد کرد.
ضماد انجیری که در سرکه پخته باشند، برطرف‌کننده سوزش زخم و خشکی آن و خشونت زخم می‌شود.
ضماد سرکه و گوگرد برای درمان نقرس مفید است.
هرگاه سرکه و عسل را مخلوط‌کننده و روی چشم ضربه خورده بمالند، برطرف‌کننده آثار ضربه زیر چشم و خون مردگی می‌شود.
برای درمان درد سر ناشی از آفتاب زدگی، ضماد ترکیبی از روغن گل و سرکه بسیار مفید است.
برای درمان گلودرد (خناق) و ورم پستان و بناگوش، ضماد ترکیبی از سرکه و آرد جو بسیار مفید است.
برای درمان غده‌ها و ورمهای سرد، ضماد ترکیبی از سرکه و خاکستر مو مفید است (اگر از باد سرد باشد).
برای درمان درد سری که مربوط به صفرا و خون باشد، پارچه‌ای را در داخل مخلوط گلاب و سرکه خیس نموده و بر روی سر بیندازید (در صورتی که سر مو نداشته باشد) بسیار مؤثر است. در صورتی که سر مو دارد، این مایع را به موی شخص پاشیده و مالش دهند، تا به پوست سر برسد. برای درمان درد سر ناشی از بخار حمام، نیز به همین شیوه می‌توان عمل نمود، البته بر روی پیشانی نیز اثر خواهد داشت.

### سرکه نارگیل
سرکه نارگیل، ساخته شده از تخمیر عصاره نارگیل است که در غذاهای آسیایی جنوب شرقی (به خصوص در فیلیپین)، و همچنین در برخی از غذاهای مورد استفاده هند یا سری‌لانکا، به خصوص غذاهای محبوب شهر گوآ استفاده می‌شود. این سرکه به شکل یک مایع سفید ابری است و طعم اسیدی آن به‌طور خاصی تیز است.

### سرکه خرما
سرکهٔ خرما که قدیمی‌ترین نوع سرکه استفاده شده توسط بشر می‌باشد از تخمیر الکلی و سپس استیکی خرمای رسیده، تمیز، بدون هسته و بدون مواد خارجی بدست می‌آید. رنگ آن کهربایی قرمز بوده و کمی بو و طعم خرما را دارد.
در طول تاریخ از سرکه خرما به عنوان یک عصارهٔ دارویی استفاده می‌شده‌است. کمک به کاهش وزن، پیشگیری از سرطان، درمان مشکلات گوارشی، تقویت قلب، درمان سوختگی و التهاب و تسکین سرفه و سردرد از فواید درمانی سرکه خرما است.
از سرکه خرما برای مرینیت کردن انواع ماهی، گوشت و همچنین در ترکیب سالاد استفاده می‌شود.

### سرکه نیشکر
سرکه نیشکر، ساخته شده از عصاره نیشکر است، که در فیلیپین و به‌طور خاص، منطقه ایلوکاس از شمال فیلیپین، محبوبتر از همه جا می‌باشد، اگر چه در فرانسه و ایالات متحده نیز تولید شده‌است. محدوده رنگ آن از زرد تیره تا قهوه‌ای طلایی می‌باشد، و دارای عطر و طعم دلپذیر، مشابه در برخی موارد به سرکه برنج می‌باشد، هر چند تا حدودی طعم ویژه‌ای دارد؛ زیرا حاوی هیچ قند باقی مانده‌ای نمی‌باشد، لذا هر سرکه‌ای شیرین تر از آن است. در فیلیپین، آن را اغلب به عنوان sukang maasim (سرکه ترش) می‌شناسند.
سرکه نیشکر در ایلوکاس به دو روش مختلف ساخته شده‌است. یک راه این است به سادگی عصاره نیشکر را در قالب‌های بزرگ قرار داده و آن با عمل مستقیم از باکتری‌های در قند به ترش تبدیل خواهد شد. راه دیگر این است از طریق تخمیر برای تولید یک شراب محلی که به عنوان باسی شناخته شده‌است استفاده کنیم. باسی در حالی که با کیفیت پایین است، به انجام تخمیر که الکل را به اسید استیک تبدیل می‌کند می‌انجامد. در نتیجه باسی هم سرکه می‌شود.
تنوع رنگ سفید سرکه در سال‌های اخیر در برزیل به سرکه‌هایی بسیار محبوب تبدیل شده‌است، که به عنوان ارزان‌ترین نوع سرکه فروخته شده‌است. در حال حاضر انواع دیگر سرکه (ساخته شده از شراب، برنج و سیب) برای کاهش هزینه به صورت مشترک، مخلوط با سرکه نیشکر به فروش می‌رسد.
سرکه نیشکر از عصاره نیشکر در پنجاب، هند ساخته شده‌است. در طول تابستان، مردم عصاره نیشکر را در گلدان سفال که با چنگال آهنی است می‌ریزند. سپس تخمیر صورت می‌گیرد. عصاره نیشکر به سرکه که یک رنگ سیاه دارد تبدیل می‌شود. این سرکه برای حفظ ترشی غذا و برای طعم مثل ادویه کاری استفاده می‌شود.

### سرکه عسل
سرکه‌های ساخته شده از عسل نادر است، اگر چه سرکه عسل تجاری که در ایتالیا، پرتغال، فرانسه، رومانی و اسپانیا تولید شده‌است در دسترس هستند.

### سرکه برنج
مردمان ژاپن دوست دارند که سرکه خود را با برنج تهیه کنند. این سرکه خوشمزه‌است و با انواع غذاها مصرف می‌شود. سرکه برنج از تخمیر شراب برنج که مردم ژاپن از آن استفاده می‌کنند تهیه می‌شود و مزه غذا را دلچسب تر می‌کند. رنگ آن طلایی است و نسبت به سرکه‌های اروپایی طعم ملایم تری دارد.

### سرکه بالسامیک
سرکه بالسامیک (بالزامیکو) یک چاشنی با منشأ ایتالیایی است. این نوع سرکه معطر و دارای طعم شیرین می‌باشد.

### سرکه حنایی رنگ
این نوع سرکه بسیار معطر است که مواد تشکیل دهنده آن را باید مدت زیادی بگذارند بماند تا این نوع سرکه تولید شود. سرکه حنایی رنگ در کشور ایتالیا تهیه می‌شود.

### سرکه آلو شابلون
سرکه مخصوص اسپانیا

## خاصیت پاک کنندگی
سرکه نوعی ماده پاک‌کننده خنثی و ارزان قیمت است که به محیط زیست هم هیچ آسیبی نمی‌رساند (بر خلاف برخی مواد پاک‌کننده). معمولاً از سرکه سفید برای پاک کردن استفاده می‌شود.

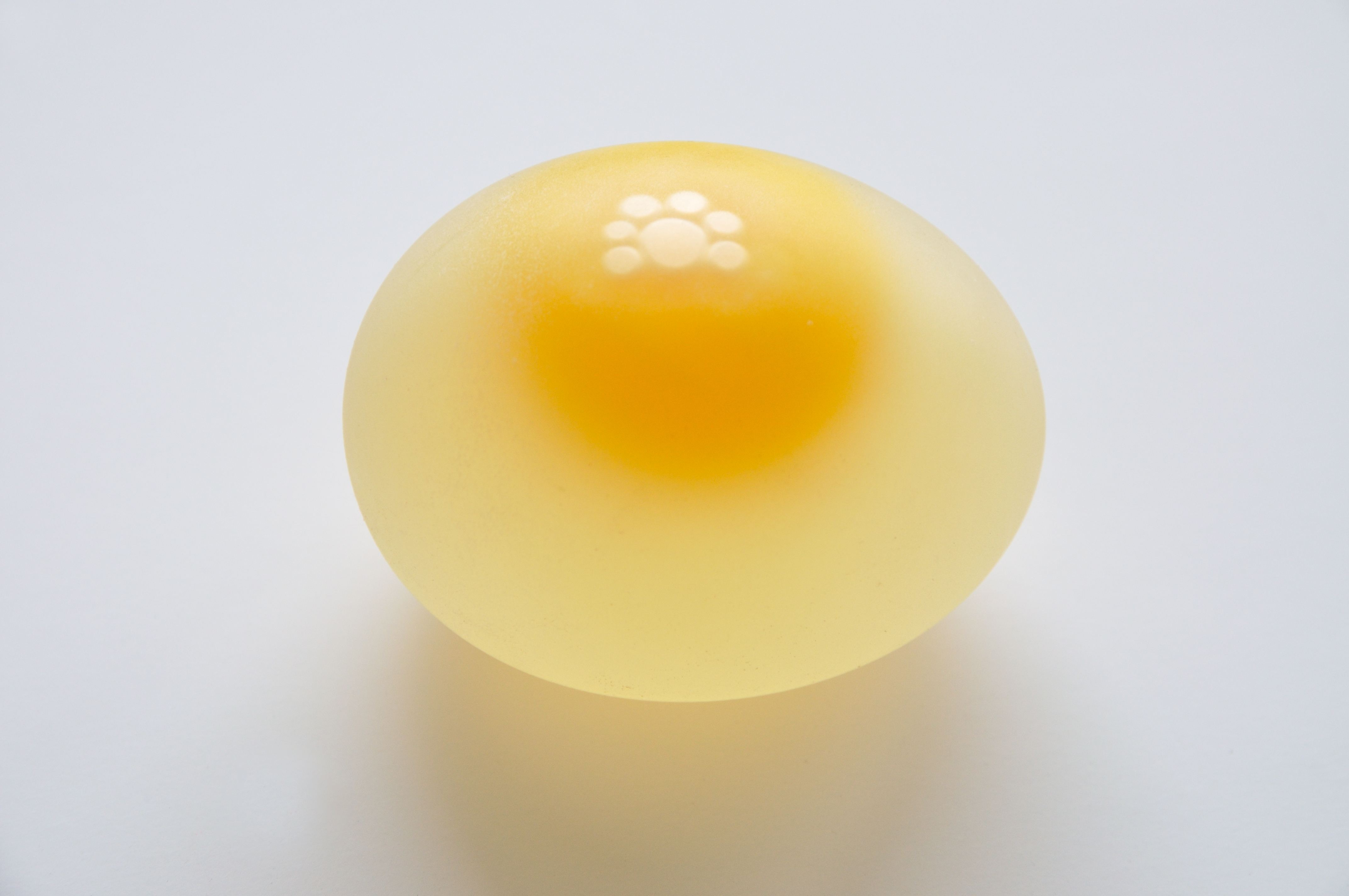
تأثیر سرکه بر پوسته تخم مرغ این تخم مرغ بدون پوسته از قرار دادن یک تخم مرغ طبیعی در سرکه ظرف مدت ۴۸ ساعت حاصل شده‌است.

برای مثال، مخلوط آب و سرکه (یک قسمت سرکه و چهار قسمت آب) قادر است تا شیشه‌های پنجره را به خوبی تمیز کند. اگر احساس می‌کنید که پس از تمیز کردن شیشه‌ها با سرکه، شیشه‌ها چرب شده‌اند نصف قاشق غذاخوری صابون مایع به مخلوط اضافه کنید. این صابون مایع هرگونه لک و چربی شیشه را از بین می‌برد.
لوله‌ها را می‌توان با استفاده از مخلوط سرکه سفید و جوش شیرین تمیز کرد. پس از مدت زمان معین، چند گالن آب داخل لوله بریزید تا اثر سرکه و جوش شیرین کاملاً از بین برود.

## مصرف دارویی
از سرکه در کشور چین به عنوان نوعی داروی خانگی استفاده می‌شود. معمولاً سرکه را برای جلوگیری از پخش ویروس سارس و ذات الریه مورد مصرف قرار می‌دهند؛ بنابراین سرکه خاصیت ضد ویروسی دارد.
همان‌طور که می‌دانید، هیدروژن برای نابود کردن باکتری و ویروس‌های مواد غذایی پیش از نگهداری غذا در یخچال به کار می‌رود. برای تهیه افشانه‌هایی (اسپری‌هایی) که به منظور کنترل بیماری ذات الریه، معمولاً در قاره آسیا مورد استفاده قرار می‌گیرند، ۵ درصد اسید استیک و ۳ درصد هیدروژن را با هم مخلوط می‌کنند.

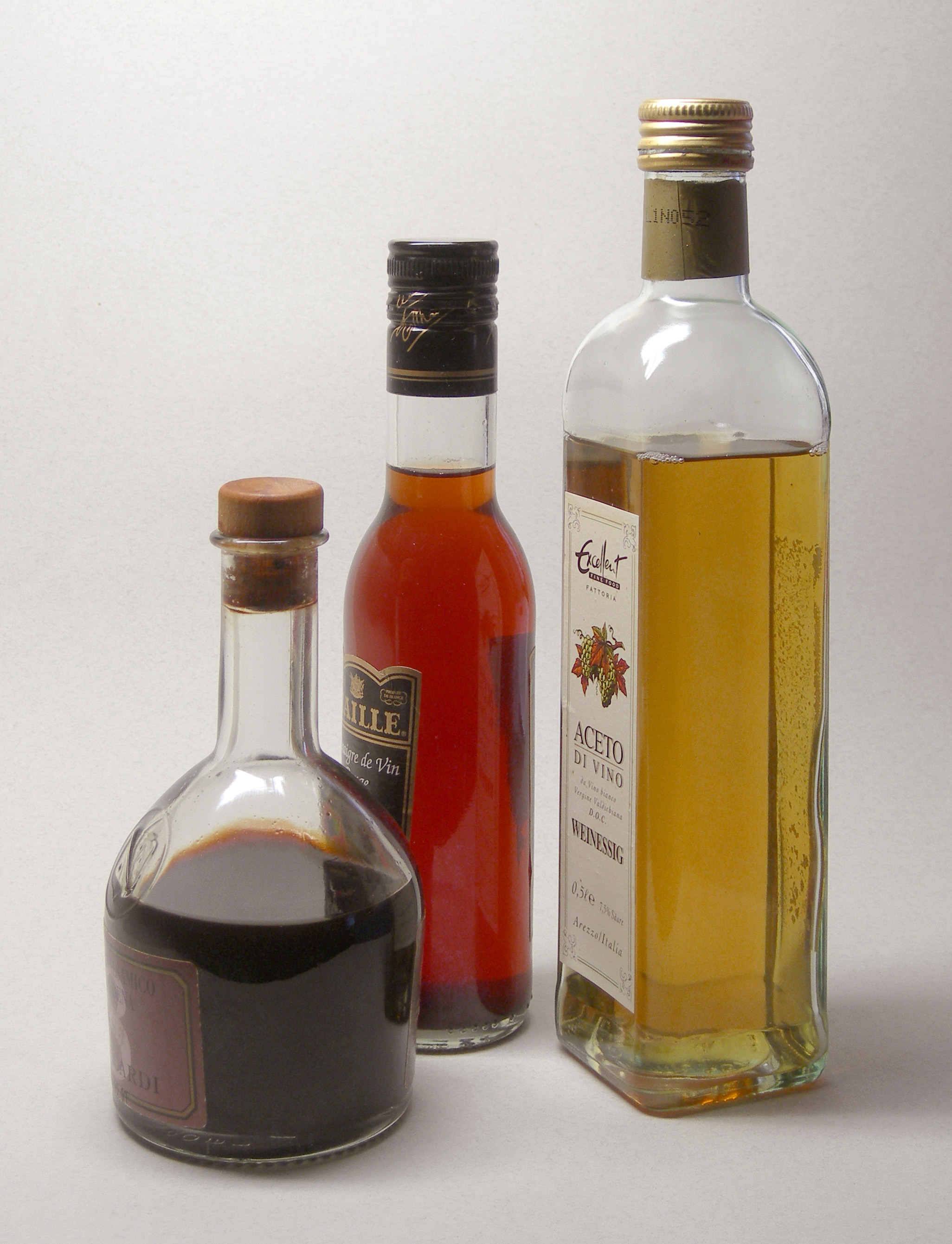
انواع سِرکه‌های ژاپنی.

سرکه اسید خوراکی است و مزهٔ ترشی دارد.

## انواع سُو
برخی از سرکه‌هایی که از غلات گرفته می‌شود، از برنج یا جو پرک نشده درست می‌شوند. سرکه حاصل از آن هم‌چنان‌که جا می‌افتد، به رنگ قهوه‌ای تیره در خواهد آمد، که در این صورت به آن «کورُ-زو» یا «سرکه تیره» می‌گویند. همچنین، «اواسه-زو» یا سرکه‌های طعم‌دار برای انواع کاربردهای گوناگون وجود دارند. در سوشی، برنج با سوشی-زو یا سرکه مخصوص سوشی مخلوط شده‌است، سرکه‌ای که در آن چاشنی‌هایی مانند شکر، نمک و دیگر مواد اضافه شده‌است. همچنین «آما-زو یا» یا سرکه شیرین وجود دارد و نیز «توسا-زو» یا سرکه به سبک توسا.